# Vetenskapsåret 1980

## Händelser

### Allmänt
- 16 juli - Det meddelas att direktör Holger Crafoord donerat 10 miljoner SEK till Kungliga vetenskapsakademien i Sverige.[1]

### Arkeologi
- 17 oktober – Professor Xia Nai meddelar från Göteborgs universitet att en ny terrakottaarmé hittats i Kina, daterad från Qindynastin 221-207 f. Kr..[1]

### Astronomiochrymdfart
- 29 september – Sovjetiska rymdstationen Saljut 6 firar treårsjubileum i rymden.[1]
- 11 oktober – De sovjetiska kosmonauterna Valerij Rjumin och Leonid Popov återvänder efter ett halvår på Saljut 6, nytt rekord i rymdvistelse.[1]
- 12 november – Voyager 1 passerar Saturnus på ett avstånd av cirka 124 000 kilometer.[1]

### Fysik
- 23 mars - Under en folkomröstning i Sverige om kärnkraften får "Linje 2", som förespråkas av SAP, LO och Folkpartiet flest röster, men uppdelningen på tre linjer gör resultatet svårtolkat [2]. Den innebär att de reaktorer som är i drift skall köras vidare tills de successivt avvecklats [3]. Linje 1 får 18,7 %, Linje 2 får 39,3 % och Linje 3 får 38,6 % medan valdeltagandet är 76 % [4].
- 10 april - Den svenska regeringen ger klartecken för laddning av ytterligare två kärnreaktorer i Forsmark och Ringhals. Därmed är tio stycken i drift.
- 10 juni - I en tolkning av svenska kärnkraftsomröstningen bestämmer Sveriges riksdag kärnreaktorernas antal till tolv, vilka skall vara avvecklade år 2010 [5].
- Okänt datum - Den amerikanska rymdsonden Pioneer avslutar den kartläggning av Venus som inleddes Vetenskapsåret 1978, och har omfattat nästan 98 % av planetens yta med hjälp av radar [6].

### Geofysik
- Okänt datum - 6 juni -  Luis och Walter Alvarez samt Frank Asaro och Helen Michels lägger fram Alvarezypotesen, om att dinosaurierna dog ut när Jorden kolliderade med en asteroid 65 miljoner år tidigare, Krita/Tertiär-gränsen.[7]

### Geologi
- 24 juni – Svenska isbrytaren Ymer inleder en tremånaders expedition till Arktis.[1]

### Medicin
- 30 juli - Legalisering av injektion av naturmedel som THX på vissa villkor föreslås i Sverige från 1 juli 1981.[1]
- 9 december - Sveriges riksdag liberaliserar reglerna för injektioner med naturmedel som THX.[1]

### Zoologi
- 24 april – För första gången på 26 år kläcks en storkunge i Sverige, efter att Institutet för vatten- och luftvårdsforskning i Aneboda försökt återplantera storken.[1]

## Pristagare
- Brinellmedaljen: Alan Cottrell
- Copleymedaljen: Derek Barton
- Darwinmedaljen: Sewall Wright
- De Morgan-medaljen: Michael Atiyah
- Nobelpriset: [8]
  - Fysik: James Cronin, Val Fitch
  - Kemi: Paul Berg, Walter Gilbert, Frederick Sanger
  - Fysiologi/Medicin: Baruj Benacerraf, Jean Dausset, George D. Snell
- Steelepriset: André Weil, Harold Edwards, Gerhard Hochschild
- Turingpriset: Charles Antony Richard Hoare
- Wolfpriset:
  - Agrikultur: Karl Maramorosch
  - Fysik: Michael Fisher, Leo Kadanoff, Kenneth Wilson
  - Kemi: Henry Eyring
  - Matematik: Henri Cartan, Andrey Kolmogorov
  - Medicin: Cesar Milstein, Leo Sachs, James Gowans
- Wollastonmedaljen: Augusto Gansser [9]

## Födda
- 13 januari – Oskar Sandberg, svensk matematiker.

## Avlidna
- 15 januari – Herbert Olivecrona, svensk hjärnkirurg.[1]
- 2 februari – William Stein, amerikansk biokemist, nobelpristagare.
- 17 mars - Mary Alice McWhinnie, amerikansk polarforskare. [10]
- 8 september – Willard Frank Libby, amerikansk kemist, nobelpristagare.
- 27 oktober – John H. van Vleck, amerikansk fysiker, nobelpristagare.

### Fotnoter
1. 1 2 3 4 5 6 7 8 9 10   Horisont 1980. Bertmarks
2. ↑  20:e århundrades När Var Hur - 1980, Bernt Himmelstedt, Forum, 1999
3. ↑  100 år med Aftonbladet – 1980, 1999
4. ↑  Sverige 1900-talet – 1980, NE, Bra Böcker, 2000
5. ↑  Hundra år i Sverige - 1980, Hans Dahlberg, Albert Bonniers, 1999
6. ↑  Så funkar rymden, Stuart Atkinson, 1990
7. ↑  Alvarez, Luis W.; Alvarez, Walter; Asaro, Frank; Michel, Helen V. (6 mars 1980). ”Extraterrestrial cause for the Cretaceous–Tertiary extinction”. Science "208" (4448):  ss. 1095–1108. doi:10.1126/science.208.4448.1095. PMID 17783054. http://www.sciencemag.org/content/208/4448/1095.full.pdf.
8. ↑  ”Nobelpriset”. http://nobelprize.org/nobel_prizes/lists/all/index.html. Läst 10 april 2011.
9. ↑  ”Geological Society”. Arkiverad från originalet den 5 juni 2011. https://web.archive.org/web/20110605102217/http://www.geolsoc.org.uk/gsl/society/history/page750.html. Läst 14 april 2011.
10. ↑  ”Mary Alice Mcwhinnie på lgdata”. http://lgdata.s3-website-us-east-1.amazonaws.com/docs/674/1148745/McWhinnie_MaryAlice_ProficioRpt.pdf. Läst 23 juli 2018.